# Labirinto mortale
Labirinto mortale (The House on Carroll Street) è un film del 1988, diretto da Peter Yates.

## Trama
Nel 1951 una fotografa è licenziata dalla sua rivista perché sospettata di avere simpatie comuniste. La ragazza aveva scoperto per caso un losco giro mediante il quale alcuni neonazisti vengono introdotti negli Stati Uniti con nomi falsi. La ragazza viene a sapere però che il politicante che l'ha accusata è anche a capo dell'organizzazione che favorisce l'immigrazione clandestina in America di gerarchi nazisti in fuga. La ragazza si trova in una situazione molto pericolosa, ma riceve aiuto da un agente dell'Fbi che le è stato messo alle costole per proteggerla. Con il suo aiuto la fotografa sventerà il traffico.